# 도르니에 228

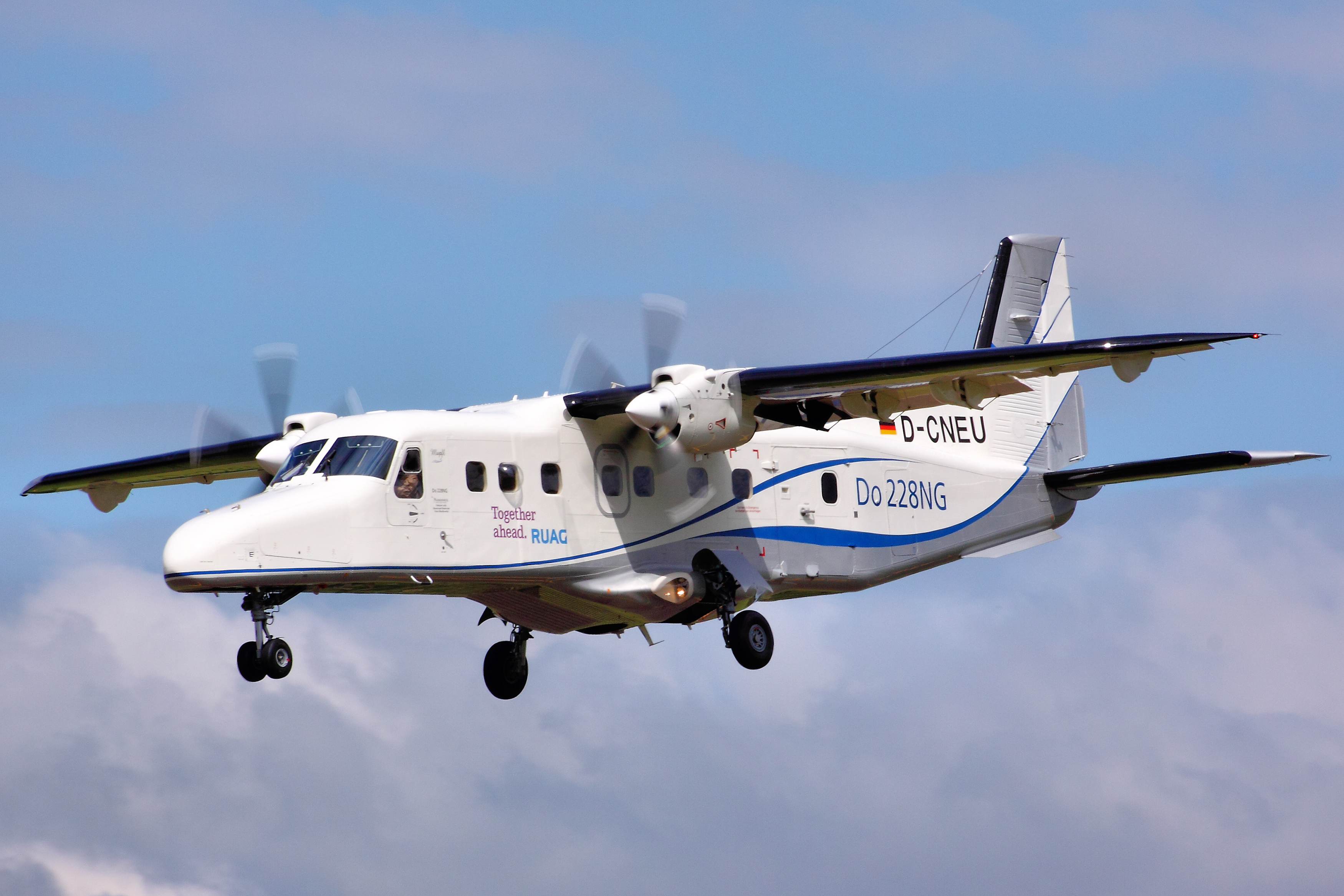
2012년 모습

도르니에 228(Dornier 228)은 1981년부터 1998년까지 도르니에 비행기공장(Dornier GmbH, 이후 DASA Dornier, Fairchild-Dornier)에서 설계하고 처음 제조한 트윈 터보프롭 STOL 유틸리티 항공기이다. 245대가 독일 오버파펜호펜(Oberpfaffenhofen)에서 제작되었다. 1983년에 힌두스탄 항공(HAL)는 인도 우타르프라데시주 칸푸르에서 생산 라이선스를 구매하고 추가로 125대의 항공기를 제조했다. 2017년 7월 기준으로 63대의 항공기가 여전히 항공 서비스를 받고 있다.
2009년에 RUAG는 독일에서 도니에르 228 뉴 제네레이션을 만들기 시작했다. 동체, 날개 및 꼬리 장치는 인도 칸푸르의 HAL에서 제조한 후 RUAG 항공이 항공기 최종 조립을 수행하는 오버파펜호펜으로 운송된다. 도니에르 228NG는 새로운 5엽 프로펠러, 유리 조종석, 더 길어진 항속거리 등 향상된 기술과 성능을 갖춘 동일한 기체를 사용한다. 첫 배송은 2010년 9월 일본 통신업체에 이루어졌다. 2020년 RUAG는 도니에르 228 프로그램을 제너럴 아토믹스(General Atomics)에 매각했다.

## 사양 (도니에르 228NG)

### 일반적 특성
- 승무원: 2
- 정원: 19명
- 길이: 16.56m(54피트 4인치)
- 날개 폭: 16.97m(55피트 8인치)
- 높이: 4.86m(15피트 11인치)
- 날개 면적: 32m2(340평방피트)
- 에어포일: A-5를 수행하십시오.
- 공차 중량: 3,900kg(8,598lb)
- 최대 이륙 중량: 6,575kg(14,495lb)
- 연료 용량: 1,885kg(4,156lb)
- 동력장치: 2 × Honeywell TPE331-10 터보프롭, 각 579 kW(776 shp)
- 프로펠러: 5개의 블레이드 MT 프로펠러, 직경 2.5m(8ft 2in)의 완전 깃털이 있는 정속 프로펠러

### 성능
- 순항 속도: 413km/h(257mph, 223kn)
- 정지 속도: 137km/h(85mph, 74kn)
- 범위: 396km(246mi, 214nmi), 탑재량 1,960kg(4,321lb)
- 페리 항속 거리: 2,363km(1,468mi, 1,276nmi), 탑재량 547kg(1,206lb)
- 지속시간: 10시간
- 서비스 천장: 7,620m(25,000피트)
- 연료 소비량: 413km/h(257mph, 223kn) IAS에서 0.945kg/km(3.35lb/mi)
- 이륙 거리: 792m(2,600ft)(MTOW, ISA, SL)
- 착륙 활주로: 451m(1,480피트)(MLW, ISA, SL)

## 같이 보기
- 도르니에 328
- PZL M28 스카이트럭
- 드 하빌랜드 캐나다 DHC-6 트윈오터